# 青海合头菊
青海合头菊（学名：Syncalathium quinhaiense）是菊科合头菊属的植物，为中国的特有植物。分布于中国大陆的青海、四川等地，生长于海拔4,700米至4,800米的地区，一般生于高山流石带及草甸，目前尚未由人工引种栽培。